# Équipe du Kenya de rugby à XV des moins de 20 ans
L'équipe du Kenya des moins de 20 ans est constituée par une sélection des meilleurs joueurs kényans de rugby à XV de moins de 20 ans, sous l'égide de la Fédération kényane de rugby à XV.

## Histoire
L’équipe du Kenya des moins de 20 ans est créée en 2008, remplaçant les équipes du Kenya des moins de 21 ans et des moins de 19 ans à la suite de la décision de l'IRB en 2007 de restructurer les compétitions internationales junior. Elle participe ainsi, selon son classement, au Trophée mondial des moins de 20 ans.
Afin d'être représentée parmi les équipes disputant le Trophée mondial des moins de 20 ans, antichambre du championnat junior, le Kenya doit se qualifier la saison précédente par l'intermédiaire d'un tournoi continental africain. Ainsi, la sélection des moins de 19 ans joue chaque année la Coupe d'Afrique (es) afin de permettre à l'équipe des moins de 20 ans d'être qualifiée la saison suivante pour le Trophée mondial. Les jeunes Kényans ne remporteront jamais la compétition. Néanmoins, le Kenya prend part au Trophée mondial en 2009 (en), en tant qu'hôte de cette édition ; ils terminent à la quatrième place.
À partir de la saison 2018, le processus de qualification est légèrement remanié : le Trophée Barthés, créé un an plus tôt, remplace la Coupe d'Afrique des moins de 19 ans. Cette nouvelle compétition est dorénavant disputée par les sélections africaines de moins de 20 ans, et le vainqueur représente l'Afrique au Trophée mondial disputé quelques mois plus tard,. Lors de l'édition 2019 (es), les Chipu remportent la compétition, leur assurant la qualification pour le Trophée mondial de 2019 qu'ils terminent à la sixième place. Ils s'imposent à nouveau en 2021 (es), mais ne sont pas récompensés pour leur performance, l'édition 2021 du Trophée mondial étant annulée.

## Palmarès
- Trophée Barthés :
  - Vainqueur : 2019 (es), 2021 (es), 2024.